# زالاندو
زالاندو (انگلیسی: Zalando) شرکت تجارت الکترونیک و نرم‌افزار آلمانی است، که در سال ۲۰۰۸ از مشارکت شرکت‌های بیلی گیفورد، بلک‌راک، تی. رو پرایس و اندرس هولش پاولسن تأسیس شد‌.